# あなたがここにいる理由
「あなたがここにいる理由」（あなたがここにいるりゆう）は、Rie fuの9枚目のシングル。

## 概要
前作「5000マイル」以来1か月ぶりとなるシングル。3枚目のアルバム「Tobira Album」の先行シングル。初回仕様は描き下ろしワイドキャップステッカー封入。

## 収録曲
（全作詞・作曲：Rie fu）
1. あなたがここにいる理由
  - 編曲：笹路正徳
  - テレビ東京系アニメ『D.Gray-man』エンディングテーマ（2007年10月2日 - 12月25日放送分）。
  - 自身が留学を終えて日本に帰ってきた理由、日本で活動している理由、自身の状況などが込められている[1]。
  - 「あなたがここにいる理由」というタイトルも聖書の言葉からインスパイアされた[2]。
2. Just the Kind of Thought
  - 編曲：上田禎、Rie fu
  - ドラムに東京スカパラダイスオーケストラの茂木欣一、パーカッションにはASA-CHANGを迎えた。
3. あなたがここにいる理由 instrumental